# Sphyrna tudes
El Tiburón martillo ojichico Sphyrna tudes es una especie de elasmobranquio carcarriniforme de la familia Sphyrnidae.